# سيد محمد جلابزوي
اللواء سيد محمد جلابزوي (ولد في عام 1951) هو ضابط عسكري سابق وسياسي أفغاني. كان شخصية سياسية بارزة في حكومة جمهورية أفغانستان الديمقراطية ولعب دورًا ملحوظًا في ثورة ثور التي وضعت الحزب الديمقراطي الشعبي الأفغاني في السلطة ونصبَّت حكومة شيوعية في أفغانستان. كان جلابزوي أيضاً أحد قادة فصيل خلق في الحزب الديمقراطي الشعبي.
جلابزوي هو بشتوني من قبيلة زدران ولد في ولاية بكتيا. كان ميكانيكاً في القوات الجوية الأفغانية بالتدريب، درس في كلية القوات الجوية. كضابط في القوات الجوية، دعم انقلاب داود خان عام 1973 الذي أطاح بالملك ظاهر شاه، والذي تم مكافئته من أجله بجعله مساعد قائد القوات الجوية. في عام 1976، ذهب إلى الاتحاد السوفيتي لدراسة تكنولوجيا الرادار.
تم تجنيده في فصيل خلق للحزب الديمقراطي الشعبي الأفغاني الشيوعي من قبل حفيظ الله أمين. ولعب دوراً طفيفاً فقط في ثورة ثور عام 1978، التي جلبت حزب الشعب الديمقراطي إلى السلطة. بعد الانقلاب، تم تعيينه مساعد للرئيس نور محمد تركي وأصبح لاحقًا وزير الاتصالات. مع نمو المشاكل الداخلية داخل النظام الشيوعي، ابتعد عن أمين، وانضم إلى مجموعة من الضباط ("عصابة الأربعة") الذين كانوا يخططون ضد أمين، والذين شملوا أيضا أسلم وطنجار وأسد الله سروري. عندما فشل انقلابهم، لجأ المتآمرون في السفارة السوفيتية في 14 سبتمبر 1979. في ديسمبر 1979، ساعد جلابزوي وحلفاؤه في الغزو السوفيتي لأفغانستان من خلال العمل كمرشدين للقوات السوفيتية.
خلال الغزو، قتلت القوات السوفيتية أمين ونصبوا زعيم فصيل برجم في الحزب الديمقراطي الشعبي بابراك كارمال في السلطة. اضطر كارمال إلى التوصل إلى اتفاق مع فصيل خلق المنافس، حيث كانت العديد من المراكز الرئيسية في الجيش لا تزال تحت سيطرة خلق. كإجراء مصالحي، تم تعيين جلابزوي، وهو خلقي بارز، وزيرًا للداخلية. وعلى هذا النحو تم وضعه في قيادة السارندوي ("المدافعون عن الثورة")، وهي قوة جندرمة شبه عسكرية مسلحة بشكل ثقيل. بعد مقتل أمين، أطلق جلابزوي على نفسه اسم زعيم خلق.
في نوفمبر 1988، وسط التوترات المتجددة بين خلق وبرجم، تم إزالته من منصبه وأُرسل إلى موسكو كسفير من قبل الرئيس البرجمي محمد نجيب الله. شغل في نفس الوقت منصب سفير جمهورية أفغانستان الديمقراطية في رومانيا وفنلندا. كان يُشاع أنّه قد عرض نفسه على السوفيتيين كبديل محتمل لنجيب الله. في مارس 1990، بعد محاولة انقلاب غير ناجحة من قبل الجنرال شهنواز تني تم طرد جلابزوي من الحزب، إلى جانب خلقيين آخرين. من 1990 إلى 1992 عاش في أرمينيا قبل أن ينتقل إلى موسكو.
في عام 2005، تم انتخابه لتمثيل ولاية خوست في مجلس الشعب الأفغاني، وهو مجلس النواب الأدنى في البرلمان الوطني.
يحمل شهادة الماجستير في القانون والعلوم العسكرية، وجلس على لجنة الأمن الداخلي.